# Ordre public (Deutschland)
Unter dem ordre public (französisch für öffentliche Ordnung) versteht man im internationalen Privatrecht und im internationalen öffentlichen Recht das Grundlegende der inländischen Wertvorstellungen. Insbesondere versteht man darunter im Bereich des Völkerrechts den Vorbehalt gegenüber einem Schiedsspruch einer internationalen Organisation oder gegenüber der Anwendung eines völkerrechtlichen Vertrags, wenn dieser wesentlichen innerstaatlichen Rechtsgrundsätzen widerspricht.
Der Vorbehalt des ordre public tritt in zwei Varianten auf:
- Der kollisionsrechtliche Ordre-public-Vorbehalt sieht vor, dass ausländisches Recht ausnahmsweise dann nicht anzuwenden ist, wenn es wesentlichen Grundsätzen des inländischen Rechts widerspricht. In Deutschland ist er hauptsächlich in Art. 6 des Einführungsgesetzes zum Bürgerlichen Gesetzbuch (EGBGB) und Art. 21 Rom I-VO geregelt.
- Der anerkennungsrechtliche Ordre-public-Vorbehalt hat zum Inhalt, dass ausländische Entscheidungen ausnahmsweise nicht anerkannt bzw. für vollstreckbar erklärt werden, wenn die Anerkennung bzw. Vollstreckbarerklärung mit wesentlichen Grundsätzen des inländischen Rechts im Widerspruch stünde. In Deutschland ist er unter anderem in § 328 Abs. 1 Nr. 4 Zivilprozessordnung (ZPO) und Art. 45 Abs. 1 lit. a EuGVVO (Art. 34 Nr. 1 EuGVVO a.F.) geregelt. Von Art. 45 Abs. 1 lit. a EuGVVO ist allerdings nur der verfahrensrechtliche ordre public erfasst.

Zwischen den beiden Ausprägungen des Ordre-public-Vorbehalts gibt es zahlreiche Ähnlichkeiten. So sind die Generalklauseln in allen Fällen ähnlich formuliert, es ist immer von „öffentlicher Ordnung“ bzw. „wesentlichen Grundsätzen“ des inländischen Rechts die Rede. Zudem ist sowohl bezüglich des kollisionsrechtlichen als auch bezüglich des anerkennungsrechtlichen Ordre-public-Vorbehalts anerkannt, dass die jeweiligen Vorbehaltsklauseln eng auszulegen und nur in Ausnahmefällen anzuwenden seien. Dennoch lassen sich Auslegungsgrundsätze nicht ohne weiteres übertragen. Das Interesse an der Anwendung bestimmten ausländischen Rechts, von dem der kollisionsrechtliche Ordre-public-Vorbehalt eine Ausnahme macht, ist nämlich nicht gleichzusetzen mit dem Interesse an der Anerkennung ausländischer Entscheidungen, das vom anerkennungsrechtlichen Ordre-public-Vorbehalt durchbrochen wird.
Abgesehen von der systematisch vorgegebenen Einteilung in eine „kollisionsrechtliche“ und eine „anerkennungsrechtliche“ Vorbehaltsklausel sind dem Ordre-public-Vorbehalt zahlreiche Etiketten angeheftet worden, die bestimmte Auslegungskonzepte beschreiben sollen, etwa „ordre public international“, „ordre public universel“, „völkerrechtlicher ordre public“, „europäischer ordre public“.

## Kollisionsrechtlicher ordre public
Der kollisionsrechtliche Ordre-public-Vorbehalt spielt immer dann eine Rolle, wenn im Zivilrecht internationales Privatrecht anzuwenden ist und das Ergebnis der anzuwendenden (ausländischen) Rechtsnormen mit der deutschen Rechtsordnung unvereinbar ist. Auch eine mit deutschen Gerechtigkeitsgrundsätzen unvereinbare ausländische Rechtsnorm kann unter Umständen zur Anwendung gebracht werden, wenn das jeweilige Resultat der Anwendung akzeptabel erscheint. Andersherum kann eine akzeptabel erscheinende Rechtsnorm zu einem Anwendungsergebnis führen, welches nicht mit dem deutschen Rechtsverständnis vereinbar ist, und deshalb nicht angewendet werden darf.

### Fundstellen
Der kollisionsrechtliche ordre public-Vorbehalt im autonomen deutschen internationalen Privatrecht (IPR) ist hauptsächlich in Art. 6 EGBGB geregelt. Die Vorschrift lautet:

„Eine Rechtsnorm eines anderen Staates ist nicht anzuwenden, wenn ihre Anwendung zu einem Ergebnis führt, das mit wesentlichen Grundsätzen des deutschen Rechts offensichtlich unvereinbar ist. Sie ist insbesondere nicht anzuwenden, wenn die Anwendung mit den Grundrechten unvereinbar ist.“

Auch Art. 40 Abs. 3 EGBGB ist eine Ausprägung des kollisionsrechtlichen ordre public.

### Zweck
Sinn und Zweck des kollisionsrechtlichen ordre public sind im Wesentlichen die folgenden Gesichtspunkte:
- Schutz der materiellen Grundwerte der eigenen Rechtsordnung (Prinzip der materiellen Gerechtigkeit)
- Vermeidung von Entscheidungen im Inland, die der deutschen Rechtsanschauung grob widersprechen (Gebot nationaler Konkordanz bzw. Entscheidungseinklang im Inland)
- Generalklauselartige Absicherung der Geltung des sog. ius cogens, der allgemeinen und zugleich zwingenden Regeln des Völkerrechtes (völkerrechtlicher Aspekt), wobei ein Rückgriff auf den ordre public des Art. 6 EGBGB aber von der herrschenden Meinung als entbehrlich angesehen wird: Die Geltung der allgemeinen Regeln des Völkerrechtes sei bereits über Art. 25 Satz 2 GG und dessen völkerrechtliche Durchsetzungskraft abgesichert. Die Absicherung der Geltung des ius cogens über den von seinen Voraussetzungen her wesentlich strengeren ordre public (z. B. Kriterium des Inlandsbezugs, siehe unten) sei nicht erforderlich, weil dies auf eine Einschränkung der Anwendungsvoraussetzungen der zwingenden Normen des Völkerrechtes als Teil des ordre public hinausliefe. Art. 25 Satz 2 GG ist demgegenüber universeller und spricht für die Existenz eines internationalen bzw. völkerrechtlichen ordre public neben dem Art. 6 EGBGB als nationalen bzw. IPR-rechtlichen ordre public. Demgegenüber hält insbesondere das jüngere Schrifttum den nationalen ordre public für anwendbar: Das Erfordernis eines Binnenbezuges (sog. Relativität des ordre public) wird insoweit aufgegeben, als dies die Geltung der zwingenden Normen des Völkerrechtes, vor allem des völkerrechtlich anerkannten Menschenrechtsschutzes beeinträchtigen würde. Es muss genügen, dass bei internationaler Zuständigkeit eines deutschen Gerichtes dieses einem völkerrechtswidrigen Recht schon nach Maßgabe des einfachgesetzlichen Art. 6 EGBGB die Anerkennung versagen darf. Das Erfordernis eines Inlands- bzw. Binnenbezugs soll je nach der Qualität des völkerrechtlichen Verstoßes zurückgedrängt werden. Vor allem gewinnt hierbei die Differenzierung nach der Schwere des Verstoßes gegen eine Norm der weltumspannenden UN-Menschenrechtsverträge Bedeutung. So spricht das Kriterium, ob das Menschenrecht dem Nationalstaat einen gewissen Spielraum bei der Ausgestaltung belässt, eher gegen eine Einschränkung der Voraussetzung des Binnenbezuges und damit für eine Beibehaltung der restriktiven Voraussetzungen des ordre public. Im Gegensatz dazu wird ein Verstoß gegen den ordre public auch schon dann angenommen, wenn ein Binnenbezug fehlt, sofern der Verstoß gegen ein Menschenrecht vorliegt, bei dem sich bereits ein international und damit völkerrechtlich anerkannter Mindeststandard herausgebildet hat oder das Menschenrecht in seinem absolut geschützten Kernbereich (Synonym: unantastbarer Wesensgehalt) betroffen ist.

### Ausnahmecharakter
Der ordre public des Art. 6 EGBGB ist eine eng auszulegende Ausnahmevorschrift, denn der Gesetzgeber des im Einführungsgesetz zum Bürgerlichen Gesetzbuche (EGBGB) normierten Internationalen Privatrechts nimmt zugunsten internationalprivatrechtlicher Rechtseinheit und des Entscheidungseinklangs bewusst Entscheidungen in Kauf, die von denen nach dem eigenen Recht zu fällenden abweichen. Voraussetzung der Anwendung ist, dass das an sich maßgebende ausländische Recht „mit wesentlichen Grundsätzen des deutschen Rechts offensichtlich unvereinbar ist“, das heißt im Ergebnis den Kernbestand der inländischen Rechtsordnung antasten würde. Ein wesentlicher Bestandteil der deutschen Rechtsordnung sind die Grundrechte. Der ordre public wird daher als Einbruchstelle für die Grundrechte gesehen.

### Voraussetzungen für die Anwendung
Die Anwendungsvoraussetzungen des kollisionsrechtlichen ordre public lauten:
1. offensichtliche Unvereinbarkeit einer Rechtsnorm eines anderen Staates mit wesentlichen Grundsätzen des deutschen Rechts: Nur bei schweren Verstößen gegen deutsche Wertvorstellungen im Sinne der Rechtsordnung, d. h. insbesondere gegen die Fundamentalprinzipien und Grundrechte des deutschen Grundgesetzes. Die alte Fassung des Art. 30 EGBGB orientierte sich noch an den Begriffen des Gesetzesverstoßes (§ 134 BGB) und der guten Sitten (§ 138 BGB). Dieser Maßstab erschien unangemessen, da er die ausländische Rechtsordnung zu schnell am inländischen Rechtsgefühl herabqualifizierte und von einem zu engen Verständnis der inländischen Gesetze – gemessen am Ausnahmecharakter der Vorschrift – abhängig machte. Durch den Spanier-Beschluss des BVerfG musste auch die Unterscheidung in tragbare und untragbare Grundrechtsverletzungen aufgegeben werden, was nun auch ausdrücklich in der Formulierung des Art. 6 Satz 2 EGBGB seit Neufassung der Vorschrift niedergelegt ist. Der ordre public ist seitdem unzweifelhaft die Einbruchstelle der Grundrechte, die sich im Zweifelsfall gegenüber den ausländischen Sachnormen durchsetzen.
2. hinreichender Inlandsbezug bzw. Binnenbeziehung des Falles, der einen Verstoß gegen den ordre public beinhaltet (sog. Relativität des ordre public): Der spezifische Inlandsbezug versteht sich als örtliche Einschränkung der Geltung des ordre public, um dem Ausnahmecharakter der Vorschrift Rechnung zu tragen. Im Beispiel 2 und 3 (siehe unten) wird der Inlandsbezug bereits durch den Aufenthalt der Eheleute vor Ort in Deutschland begründet. Dabei werden für die Relativierung des ordre public auch zeitliche und sachliche Bezugspunkte für eine Einschränkung relevant. Neben der örtlichen Beziehung kann es an einer sachlichen Beziehung des Falles fehlen: Im Beispiel 1 ist es eine Frage der sachlichen Nähe, ob die polygame Eheschließung im deutschen Inland vorgenommen wurde (dann ist ein ausreichender sachlicher Bezug anzunehmen und der ordre public ist Teil der Hauptfrage, ob die polygame Eheschließung wirksam ist) oder um die Rechtswirkungen einer im Ausland geschlossenen polygamen Ehe, z. B. nacheheliche Unterhaltsansprüche (dann ist ein schwächerer sachlicher Bezug für den Verstoß des ordre public anzunehmen, da der den Verstoß begründende Sachverhalt nur als Vorfrage zu behandeln ist).
3. Untragbarkeit der Anwendung im konkreten Fall: Neben einem schweren Verstoß gemäß a) muss zusätzlich das Ergebnis der Anwendung der ausländischen Rechtsnorm zu einem untragbaren Resultat führen. Auch dieses Merkmal im Tatbestand des Art. 6 EGBGB dient der Eindämmung des ordre public, damit dieser nicht auf eine abstrakte Normenkontrolle hinausläuft. Nicht das ausländische Recht selbst, sondern erst seine Anwendung im Inland muss gegen die deutsche Rechtsordnung verstoßen. D. h. auch wenn ein ausländischer Rechtssatz für sich gesehen sittenwidrig ist, muss seine Anwendung noch nicht dazu führen. Im Beispiel 2 (siehe unten) ist daher die einseitige Sorgerechtsübertragung auf den Vater nach dem iranischen Recht erst dann ein Verstoß gegen den ordre public, wenn die Sorgeentscheidung im Einzelfall das Kindeswohl verletzt. Im Beispiel 3 ist die Anwendung der Scheidungsfolge der Eheleute aufgrund einseitiger Verstoßung seitens des Mannes nicht nur ein Verstoß gegen Art. 3 II GG, sondern zudem gegen die Institutsgarantie des Art. 6 GG und die Menschenwürde des Art. 1 I GG. Erst dadurch erhält die Scheidung den Charakterzug einer untragbaren Anwendung des islamischen Talaq im Inland.

### Rechtsfolgen
Durch den kollisionsrechtlichen ordre public wird bei Unvereinbarkeit nur der betroffene einzelne ausländische Rechtssatz von der Anwendung ausgeschlossen. Im Übrigen bleibt das ausländische Recht anwendbar und wird sogar zur Schließung einer durch die Unanwendbarkeit entstandenen Lücke herangezogen. Dies dient dem Zweck des ordre public, das ausländische Recht, das eigentlich anwendbar ist, nur soweit einzuschränken, als es zur Wahrung der materiellen Gerechtigkeit und des nationalen Entscheidungseinklangs erforderlich ist. Der internationale Entscheidungseinklang, dem das IPR gerade dient, soll nicht durch eine eigenmächtige Durchsetzung des eigenen Rechts gefährdet werden. Erst wenn sich im ausländischen Recht keine analog oder direkt anwendbaren passenden Vorschriften finden lassen, wird deutsches Recht als Ersatzrecht herangezogen. In der Praxis ist aber die Lückenschließung durch das deutsche Recht am häufigsten, was in der Regel der notwendig werdenden Lückenfüllung aufgrund faktischen Fehlens eines alternativen Normenbestands im ausländischen Recht geschuldet ist.

### Bedeutung
Der kollisionsrechtliche ordre public ist in der Regel bei Rechtsverhältnissen zwischen Bürgern, von denen zumindest einer nicht die deutsche Staatsangehörigkeit besitzt, auf die aber deutsches Recht anzuwenden ist, von Bedeutung. Die Rechtsangleichung in der Europäischen Union (bzw. des gesamten westlichen Rechtskreises) kennt Anwendungen des ordre public nur noch in wenigen Fällen, etwa die islamische oder jüdische Ehe (Art. 13 EGBGB).

### Beispiele
1. Werden in Deutschland nach ausländischem Recht zulässige Vielehen geschlossen (Polygamie), so ist dies mit dem auf die monogame Ehe ausgerichteten deutschen Recht (§ 1306 BGB, Art. 6 GG, § 172 StGB) unvereinbar und widerspricht somit dem ordre public. Die unter solchen Umständen zustande gekommene Ehe ist gemäß § 1314 Abs. 1 Nr. 2 BGB aufhebbar. Allerdings wäre dieselbe polygamische Ehe – im Ausland geschlossen – in Deutschland anzuerkennen, wenn sie mit wesentlichen Grundsätzen des deutschen Rechts vereinbar ist, insbesondere mit der Gleichberechtigung der Ehepartner.[5]
2. Eine im Iran nach iranischem Recht zwischen zwei iranischen Staatsangehörigen geschlossene Ehe kann in Deutschland nach iranischem Recht geschieden werden, wenn dieses keine „krasse Ungleichbehandlung wegen der Geschlechtszugehörigkeit“ enthält.[6]
3. Die islamische Privatscheidung durch einseitige Eheverstoßung seitens des Mannes (Talaq) ist ein Verstoß gegen den deutschen ordre public, weil und solange dieses Recht nicht der Ehefrau zugestanden wird (Verstoß gegen Art. 3 II GG).[7][8]
4. Einem ausländischen Eheverbot der Religionsverschiedenheit ist in Deutschland die Beachtung zu versagen, wenn der Ausländer mit einem deutschen Staatsangehörigen in der Bundesrepublik Deutschland die Ehe eingehen will.[9][10]

## Anerkennungsrechtlicher ordre public
Der anerkennungsrechtliche Ordre-public-Vorbehalt hat zur Folge, dass ausländischen Entscheidungen ausnahmsweise die Anerkennung versagt wird bzw. dass sie ausnahmsweise nicht für vollstreckbar erklärt werden.

### Fundstellen
Entsprechende Regelungen finden sich insbesondere in § 328 Abs. 1 Nr. 4 ZPO, Art. 27 Nr. 1 EuGVÜ und Art. 34 Nr. 1 EuGVVO.
Beispielsweise lautet Art. 34 Nr. 1 EuGVVO: „Eine Entscheidung wird nicht anerkannt, wenn […] die Anerkennung der öffentlichen Ordnung (ordre public) des Mitgliedstaats, in dem sie geltend gemacht wird, offensichtlich widersprechen würde.“
Die Regelungen § 723 Abs. 2 S. 2 ZPO, Art. 34 Abs. 2 EuGVÜ und Art. 45 Abs. 1 EuGVVO sehen vor, dass nicht anerkennungsfähige ausländische Entscheidungen nicht für vollstreckbar erklärt werden bzw. dass im Fall der Nichtanerkennungsfähigkeit eine bereits erteilte Vollstreckbarerklärung aufgehoben werden kann.
In Frankreich werden seit der Entscheidung Munzer / Munzer fünf Anerkennungshindernisse anerkannt. Eines dieser Anerkennungshindernisse ist ein ordre public-Vorbehalt.
Im anglo-amerikanischen Rechtskreis ist das Anerkennungshindernis „public policy“ anerkannt, das grundsätzlich dem kontinentaleuropäischen „Ordre public“-Vorbehalt entspricht. Der prominente Fall des Prozessbetrugs wird im anglo-amerikanischen Rechtskreis allerdings nicht als Unterfall von „public policy“ behandelt, sondern bildet einen eigenständigen Anerkennungsversagungsgrund „fraud“. Der Begriff des „fraud“ hat einen weiten Anwendungsbereich und umfasst nicht nur Fälle des Prozessbetrugs, sondern jedes unzulässige Herbeiführen eines Urteils.

### Unterformen: materiellrechtlicher und verfahrensrechtlicher ordre public
Die Anwendungsfälle des anerkennungsrechtlichen Ordre-public-Vorbehalts werden in zwei Kategorien eingeteilt.
Zum einen spricht man vom materiellrechtlichen ordre public, wenn einer ausländischen Entscheidung die Anerkennung aus inhaltlichen Gründen versagt wird. Das kommt etwa in Frage, wenn eine Partei im Ausland zur Eingehung der Ehe verurteilt wurde, zur Vornahme einer im Inland strafbaren Handlung oder zur Zahlung von „punitive damages“ (Strafschadensersatz).
Zum anderen greift der sog. verfahrensrechtliche ordre public, wenn das ausländische Verfahren mit Grundprinzipien des deutschen Rechts unvereinbar ist. Das kann beispielsweise der Fall sein, wenn einer Partei im Ausland kein ausreichendes rechtliches Gehör gewährt wurde oder wenn die ausländische Entscheidung auf einem Prozessbetrug beruht.

### Voraussetzungen für die Anwendung
Unter welchen Voraussetzungen der anerkennungsrechtliche Ordre-public-Vorbehalt zur Anwendung kommt, ist stark umstritten.

#### Ordre public atténué de la reconnaissance
Teilweise wird behauptet, der anerkennungsrechtliche Ordre-public-Vorbehalt habe im Vergleich zum kollisionsrechtlichen Ordre-public-Vorbehalt generell eine geringere Angriffsintensität (sog. „abgeschwächter anerkennungsrechtlicher ordre public“ bzw. „ordre public atténué de la reconnaissance“). Allerdings lässt sich weder quantifizieren noch konkretisieren, was unter einer „geringeren Angriffsintensität“ zu verstehen ist.

#### Präklusion
Zudem werden zahlreiche unterschiedliche Ansichten zu der Frage vertreten, ob sich eine Partei auch dann auf den Ordre-public-Vorbehalt berufen kann, wenn der betroffenen Partei im Erststaat Rechtsbehelfe zur Verfügung stehen bzw. standen, sie von diesen Rechtsbehelfen aber keinen Gebrauch gemacht hat bzw. macht.
Insoweit ist insbesondere umstritten, ob das Verbot der Nachprüfung ausländischer Urteile (sog. Verbot der révision au fond) bei der Anwendung von Anerkennungshindernissen als Wertungsmaßstab zu berücksichtigen ist.
Zieht man das Verbot der révision au fond als Wertungsmaßstab heran, ergibt sich, dass der anerkennungsrechtliche ordre public-Vorbehalt nur eine beschränkte Kontrolle ausländischer Entscheidungen zulässt und die erststaatlichen Rechtsbehelfe ggf. Vorrang haben.

### Entscheidungen von Schiedsgerichten
Die Durchsetzung vieler internationaler Schiedsurteile wie etwa nach den Schiedsregeln der Internationalen Handelskammer in Paris oder den Schiedsregeln der UNCITRAL erfolgt auf der Grundlage der New Yorker Konvention. Diese sieht (anders als die ICSID-Konvention) sieben Gründe für die Ablehnung der Vollstreckbarkeitserklärung eines Schiedsspruches im Vollstreckungsstaat vor, einer davon ist der ordre public (Art. 5 Abs. 2 b) NYC). Dies ist insbesondere im Rahmen des Investitionsschutzes, z. B. bei Enteignungen ohne angemessene Entschädigung, von Bedeutung.
Analog zu den Gründen in der New Yorker Konvention, die Vollstreckung zu verweigern, sieht § 1059 Abs. 2 b) ZPO vor, dass ein in Deutschland ergangener Schiedsspruch aufgehoben werden kann, wenn er gegen den deutschen ordre public verstößt.

### Zukunft des anerkennungsrechtlichen Ordre-public-Vorbehaltes
Auf europäischer Ebene ist geplant, den anerkennungsrechtlichen ordre public-Vorbehalt auf lange Sicht abzuschaffen, um die Freizügigkeit von Entscheidungen zu erhöhen. Insbesondere enthält die Verordnung (EG) Nr. 805/2004 (Vollstreckungstitel-Verordnung) von 2005 bewusst keinen Ordre-public-Vorbehalt, und auch die Verordnung (EG) Nr. 861/2007 zur Einführung eines europäischen Verfahrens für geringfügige Forderungen sowie die Verordnung (EG) Nr. 1896/2006 zur Einführung eines Europäischen Zahlungsbefehls, die seit dem 12. Dezember 2008 bzw. dem 1. Januar 2009 gelten, verzichten auf eine solche Klausel.
Diese Tendenzen werden in der Literatur teilweise heftig kritisiert: Geboten sei nicht eine Abschaffung des Ordre-public-Vorbehaltes, sondern gerade umgekehrt dessen weitreichende Anwendung. Nur so könne sichergestellt werden, dass im Ausland betrogene Parteien ausreichenden Rechtsschutz erhalten und keinem unzumutbaren Einlassungszwang ausgesetzt werden.
Nach einer vermittelnden Ansicht ist es weder angebracht, den Ordre-public-Vorbehalt komplett abzuschaffen, noch, ihn allzu großzügig anzuwenden. Vielmehr wird gefordert, den Ordre-public-Vorbehalt beizubehalten und interessengerecht anzuwenden. Eine interessengerechte, restriktive Anwendung lasse sich insbesondere erreichen, wenn das Verbot der révision au fond als Wertungsmaßstab berücksichtigt wird.